# Avia Świdnik (piłka nożna)
Avia Świdnik – polski klub piłkarski z siedzibą w Świdniku. Klub powstał w roku 1952 przy zakładzie WSK Świdnik. Istnieje też klub siatkarski Avia Świdnik.

## Historia
W maju 1952 w zakładzie WSK Świdnik z inicjatywy grupy entuzjastów, na czele ze Zbigniewem Jaroszewiczem utworzono zakładowy Komitet do Spraw Sportu. Następnie powołano Zakładowe Koło Sportowe, które szybko przekształciło się w Robotniczy Klub Sportowy „Stal” nr 4. Na pierwszego prezesa RKS „Stal” wybrano Pawła Drożdżyńskiego, zastępcę dyrektora WSK do spraw handlowych.
Nowo powstały klub zadebiutował 1 maja 1952 w meczu towarzyskim ze Stalą FSC (dzisiejszy Motor Lublin). Mecz ten wygrali świdniczanie 3:2. Dzień pierwszego rozegranego meczu uznano za datę powstania klubu. Stadion, na którym miał grać świdnicki klub otwarto w Świdniku 23 lipca 1952.
Klub w swoim pierwszym sezonie grał w I klasie wojewódzkiej (inaczej nazywaną klasą B), gdzie na koniec sezonu zajął pierwsze miejsce i awansował na wyższy szczebel rozgrywek. W tym okresie świdnicki zespół występował pod nazwą Stal WSK Świdnik. Trenerem zespołu był Zdzisław Skowroński.
W następnym sezonie 1953, zespół rozpoczął rozgrywki w klasie A. Ostatecznie na koniec sezonu uzyskali ostatnią lokatę (miejsce 10), lecz uniknięto spadku do klasy B. W sezonie 1954 Stal WSK Świdnik zajęła drugie miejsce w tabeli A klasy zakwalifikowując się do turnieju o awans do III ligi. Zespół przegrał jednak dziewięć z dziesięciu rozegranych meczów i zajął ostatnią lokatę w turnieju. Tym samym pozostał w klasie A. W tym samym roku wśród pracowników WSK zorganizowano konkurs na nazwę dla klubu. Zwyciężyła nazwa Fabryczny Klub Sportowy Avia, a jej autorem był Wacław Kosz. Pierwszym sezonem, w którym zespół grał pod nową nazwą był sezon 1957. W roku 2000 zmieniono nazwę na GPTS (Gminno-Powiatowe Towarzystwo Sportowe) Avia Świdnik.
Pod koniec października 2016 miasto podjęło uchwałę o utworzeniu spółki MKS Avia Świdnik i przejęciu przez nią klubu. W połowie grudnia spółka została zarejestrowana, a z początkiem 2017 klub przeszedł na jej własność. Działanie to ma na celu poprawę sytuacji finansowej klubu.

## Sukcesy
- 5. miejsce w II lidze – 1981/1982
- ¼ finału Pucharu Polski – 1985/1986
- 21 sezonów w II lidze

## Obecna kadra na sezon 2022/23
| Nr | Poz. | Piłkarz             |
| -- | ---- | ------------------- |
| 1  | BR   | Dawid Rosiak        |
|    | BR   | Andrzej Sobieszczyk |
|    | OB   | Rafał Dobrzyński    |
|    | OB   | Patryk Drozd        |
|    | OB   | Maciej Dobrzyński   |
|    | OB   | Arkadiusz Górka,    |
|    | OB   | Rafał Kursa         |
|    | OB   | Tomasz Midzierski   |
|    | OB   | Roman Mykytyn       |
|    | PO   | Bekzod Ahmedov      |
|    | PO   | Piotr Ćwik          |
|    | PO   | Bartosz Jaszek      |
|    | PO   | Dominik Kunca       |
|    | PO   | Dominik Maluga      |
|    | PO   | Michał Mydlarz      |
|    | PO   | Dawid Niewęgłowski  |
| -  | PO   | Adrian Popiołek     |
|    | PO   | Paweł Uliczny       |
|    | PO   | Patryk Wdowiak      |
|    | PO   | Dawid Wójcik        |
|    | PO   | Tomasz Zając        |
|    | NA   | Wojciech Białek     |
|    | NA   | Kamil Kocoł         |
|    | NA   | Mateusz Kompanicki  |
|    | NA   | Wiktor Lenard       |
|    | NA   | Bartłomiej Poleszak |
|    | NA   | Szymon Rak          |
|    | NA   | Sebastian Sprawka   |
|    | NA   | Jakub Wójcik        |